# 醍醐大
醍醐 大（だいご ひろし、1976年4月21日 - ）は、日本の競技麻雀のプロ雀士。最高位戦日本プロ麻雀協会所属。千葉県松戸市出身。

## 経歴
慶應義塾中等部ではラグビーに打ち込むが、膝の故障でラグビーを断念した高校1年の頃に友人と遊んだカード麻雀で麻雀に接する。
慶應義塾志木高等学校を経て、慶應義塾大学経済学部に入学後、古久根英孝の経営していた池袋の雀荘や水道橋の雀荘でアルバイトをし、村上淳や前原雄大らのプロ雀士と交流を持つも、当時は麻雀プロになりたいとは思っていなかった。
大学4年次で卒業単位が足りずに大学を中退する。その後、27歳の時に雀荘の客の紹介でシステム会社に入社し、営業マンとしてサラリーマン生活を送るも、せっかく麻雀に打ち込んできたから麻雀から完全に離れるのはもったいないと思い、2005年・29歳の時に最高位戦日本プロ麻雀協会のプロテストに合格し（30期生）、プロ雀士とサラリーマンの二足のわらじを履く生活を始める。
2014年にAリーグに昇級。
2018年にシステム会社を辞め、水道橋の雀荘時代の友人である石山大介が運営するIT企業のスリーピース株式会社 (PPP's inc.) に入社、2019年には同社が主催するHQ麻雀の講師を務める。
2020年には第45期最高位を獲得、また同年には麻将連合主催のタイトル戦である第23回BIG1カップでも優勝を飾る。
2023年6月より開催される、Mリーグ参加全選手に団体推薦選手20名を加えたトーナメント戦「Mトーナメント2023」に参戦。1回戦では2試合とも2着となり、2回戦進出を決めた。
2023年6月30日に行われたMリーグドラフトにて、セガサミーフェニックスから1巡目（全体5番目）の指名を受けた。初年度はトータルポイントでマイナスと不振に喘いだが、2年目の2024-25シーズンは序盤から好調を維持し、最終戦オーラスでトップに立っていた佐々木寿人（KONAMI麻雀格闘倶楽部）を倍満自摸で捲り、個人MVP（レギュラーシーズン個人最高ポイント）を獲得した。セミファイナル、ファイナルにおいても好調を維持し、ファイナル最終局では「トップ取りで優勝」条件下で園田賢（赤坂ドリブンズ）、仲林圭（U-NEXT Pirates）を振り切りトップを獲得、セガサミーフェニックス優勝の立役者となった。なおこの年、Mリーグ全シーズンにおいて、38戦に出場し28連対を記録しラスは4回。ポイントも800を超えており、平均着順は1.97と驚異の数字を残した。

## 雀風・人物
- 雀風は手役を主眼に置きつつ状況に合わせた選択をしていくという特殊なバランス型で、「先切り十段」の愛称を持つ[3]。但し、本人的には自分の雀風を「スタンダード」と回答している[4]。
- サラリーマンの営業時に川に落ちて足を骨折し在宅勤務となったのをきっかけにインターネット麻雀「天鳳」を始め、十段まで上り詰めた[1]。天鳳名人戦にも出場している。
- 本名は清原 大（きよはら ひろし）[13]。2011年時点（最高位戦第36期・当時はB1リーグ）は「清原 大」名義で活動していた[14] が、配信対局が増える状況で当時勤務していた会社の社員にはプロ活動を公にしていなかったため、母親の旧姓である「醍醐」を名乗って活動することにした[15]。ただし、最高位戦で付き合いの長い選手からは現在でも「キヨさん」と呼ばれることが多く、X（旧Twitter）のアカウント名も「kiyoharahiroshi」である。
- 大きな体躯に彫りの深い顔が特徴[1][16]。喋り声が設楽統（バナナマン）に似ていると言及されることがある[16]。
- 妻は最高位戦の同期だった近藤加那子。村上淳の紹介で知り合ったという[1]。
- 趣味はサウナと将棋[1]。
- Mリーグでのキャッチフレーズは「孤高の探求者」。

## 獲得タイトル
- 2020年 第45期最高位[7]
- 2020年 第23回BIG1カップ 優勝[8]
- 2025年 Mリーグ2024-25 個人MVP

## 主な戦歴
- 2022年 第46期 Aリーグ 第2位 最高位決定戦3位[17]
- 2022年 麻雀最強戦2022 麻雀最強戦2022 男子プロ王者の帰還 B卓1位 決勝戦2位[18]
- 2020年 第45期 Aリーグ 第1位 最高位決定戦1位 最高位獲得[7]
- 2020年 第23回 BIG1カップ 優勝[8]
- 2019年 第44期 Aリーグ 第1位 最高位決定戦3位[19][20]
- 2018年 第43期 Aリーグ 第6位[21]
- 2017年 第42期 Aリーグ 第4位[22]
- 2016年 第41期 Aリーグ 第9位[23]
- 2015年 第40期 Aリーグ 第6位[24]
- 2014年 第39期 B1リーグ 第1位 Aリーグ昇級[5]
- 2013年 第38期 B1リーグ 第4位[25]
- 2012年 第37期 B1リーグ 第4位[26]
- 2009年 第34期 B1リーグ 途中欠場[27]

### Mリーグ
| シーズン | チーム                 | 半荘 | 個人スコア | 個人スコア | 個人スコア | 最高スコア | 最高スコア | 4着回避率 | 4着回避率 | 連対率 | トップ率 | 平均 着順 | 1着 | 1.5 | 2着 | 2.5 | 3着 | 3.5 | 4着 | 参照   |
| シーズン | チーム                 | 半荘 | Pt         | 順位       | 平均       | 点         | 順位       | 率        | 順位      | 連対率 | トップ率 | 平均 着順 | 1着 | 1.5 | 2着 | 2.5 | 3着 | 3.5 | 4着 | 参照   |
| -------- | ---------------------- | ---- | ---------- | ---------- | ---------- | ---------- | ---------- | --------- | --------- | ------ | -------- | --------- | --- | --- | --- | --- | --- | --- | --- | ------ |
| 2023-24  | セガサミーフェニックス | 25   | ▲214.4     | 32/36      | ▲8.6       | 66,900     | 10/36      | 0.6800    | 29T/36    | 44.0%  | 16.0%    | 2.72      | 4   | 0   | 7   | 0   | 6   | 0   | 8   | [ 28 ] |
| 2024-25  | セガサミーフェニックス | 26   | 438.6      | 1/36       | 16.9       | 88,800     | 2/36       | 0.8846    | 4T/36     | 65.4%  | 34.6%    | 2.12      | 9   | 0   | 8   | 0   | 6   | 0   | 3   | [ 29 ] |
| 通算     | 通算                   | 51   | 224.2      | 224.2      | 4.4        | 88,800     | 88,800     | 78.4%     | 78.4%     | 54.9%  | 25.5%    | 2.41      | 13  | 0   | 15  | 0   | 12  | 0   | 11  |        |

- 個人賞は規定打荘数（20半荘）以上の選手が対象
- 着順の1.5、2.5、3.5は1着同着、2着同着、3着同着

| シーズン               | チーム                 | 半荘                   | 個人スコア             | 個人スコア             | 最高スコア             | 4着回避率              | 連対率                 | トップ率               | 平着                   | 1着                    | 1.5                    | 2着                    | 2.5                    | 3着                    | 3.5                    | 4着                    |                        |
| シーズン               | チーム                 | 半荘                   | Pt                     | 平均                   | 最高スコア             | 4着回避率              | 連対率                 | トップ率               | 平着                   | 1着                    | 1.5                    | 2着                    | 2.5                    | 3着                    | 3.5                    | 4着                    |                        |
| セミファイナルシリーズ | セミファイナルシリーズ | セミファイナルシリーズ | セミファイナルシリーズ | セミファイナルシリーズ | セミファイナルシリーズ | セミファイナルシリーズ | セミファイナルシリーズ | セミファイナルシリーズ | セミファイナルシリーズ | セミファイナルシリーズ | セミファイナルシリーズ | セミファイナルシリーズ | セミファイナルシリーズ | セミファイナルシリーズ | セミファイナルシリーズ | セミファイナルシリーズ | セミファイナルシリーズ |
| ---------------------- | ---------------------- | ---------------------- | ---------------------- | ---------------------- | ---------------------- | ---------------------- | ---------------------- | ---------------------- | ---------------------- | ---------------------- | ---------------------- | ---------------------- | ---------------------- | ---------------------- | ---------------------- | ---------------------- | ---------------------- |
| 2024-25                | セガサミーフェニックス | 6                      | 217.0                  | 36.2                   | 47,000                 | 100%                   | 100%                   | 50.0%                  | 1.50                   | 3                      | 0                      | 3                      | 0                      | 0                      | 0                      | 0                      |                        |
| セミファイナル通算     | セミファイナル通算     | 6                      | 217.0                  | 36.2                   | 47,000                 | 100%                   | 100%                   | 50.0%                  | 1.50                   | 3                      | 0                      | 3                      | 0                      | 0                      | 0                      | 0                      |                        |
| ファイナルシリーズ     |                        |                        |                        |                        |                        |                        |                        |                        |                        |                        |                        |                        |                        |                        |                        |                        |                        |
| 2024-25                | セガサミーフェニックス | 6                      | 156.0                  | 26.0                   | 50,400                 | 83.3%                  | 83.3%                  | 50.0%                  | 1.83                   | 3                      | 0                      | 2                      | 0                      | 0                      | 0                      | 1                      |                        |
| ファイナル通算         | ファイナル通算         | 6                      | 156.0                  | 26.0                   | 50,400                 | 83.3%                  | 83.3%                  | 50.0%                  | 1.83                   | 3                      | 0                      | 2                      | 0                      | 0                      | 0                      | 1                      |                        |
| ポストシーズン通算     | ポストシーズン通算     | 12                     | 373.0                  | 31.1                   | 50,400                 | 91.7%                  | 91.7%                  | 50.0%                  | 1.67                   | 6                      | 0                      | 5                      | 0                      | 0                      | 0                      | 1                      |                        |

## 出演

### 映画
- 麻雀最強戦 the movie（2022年11月18日公開、マグネタイズ）監督:原澤遊風[30]

### メディア出演
- 麻雀の匠（2021年3月、ひなたんの麻雀するしない）[31]
- 大和証券Mリーグ ゲスト解説[16]